# Блелло
Блелло (італ. Blello) — муніципалітет в Італії, у регіоні Ломбардія, провінція Бергамо.
Блелло розташоване на відстані близько 500 км на північний захід від Рима, 55 км на північний схід від Мілана, 17 км на північний захід від Бергамо.
Населення — 73 особи (2014).
Щорічний фестиваль відбувається 25 березня. Покровитель — Annunciazione.

## Демографія
Населення за роками:

Станом на 1 січня 2023 року в муніципалітеті офіційно проживав 1 іноземець (громадянин Румунії).

## Сусідні муніципалітети
- Бербенно
- Валь-Брембілла
- Корна-Іманья
- Джероза